# 프랑켄슈타인

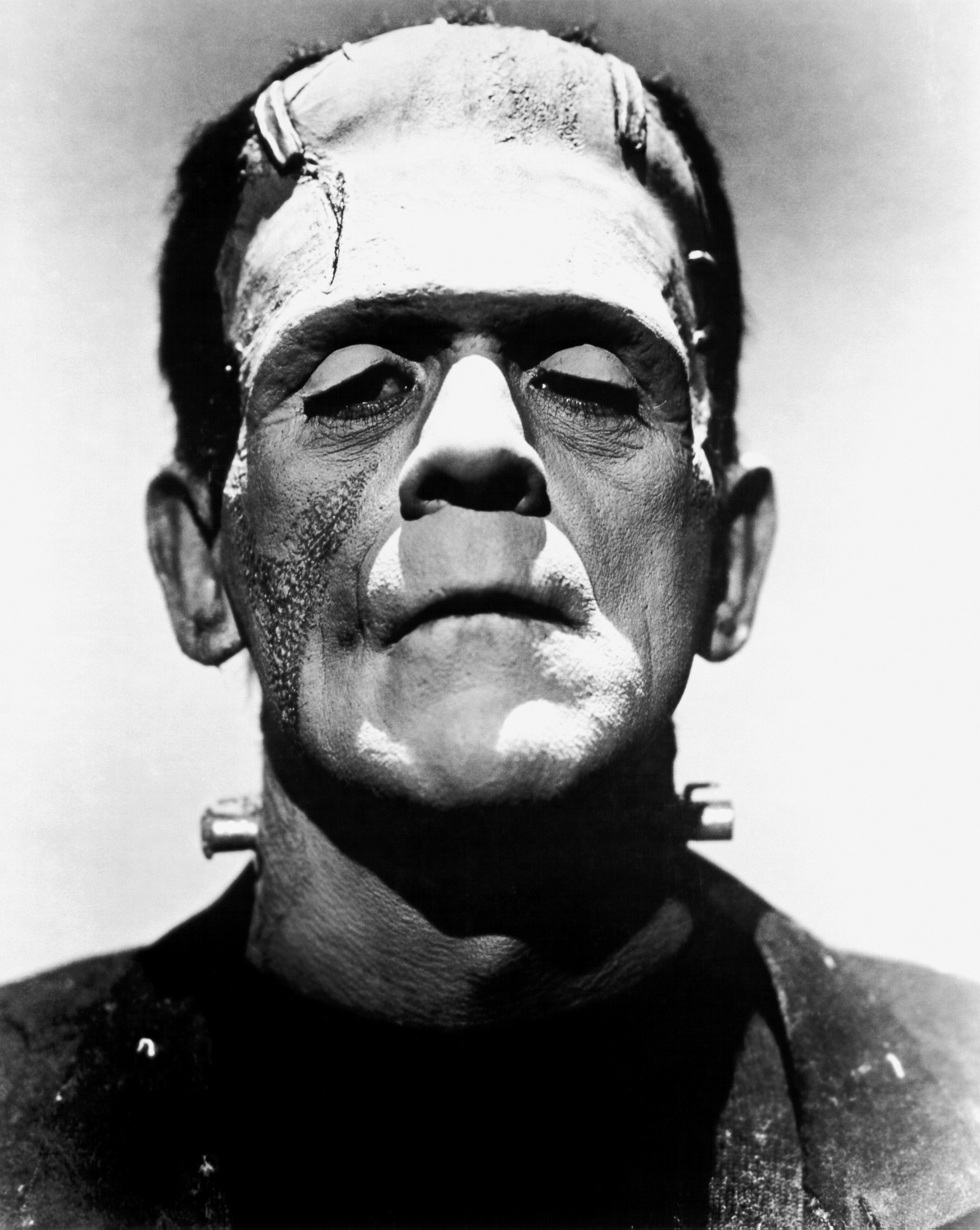
보리스 칼로프의 프랑켄슈타인 괴물 역할 사진.

프랑켄슈타인(Frankenstein) 또는 프랑켄슈타인: 현대의 프로메테우스(Frankenstein; or, The Modern Prometheus)은 메리 셸리가 과학 실험에 의해 만들어진 한 괴물에 대해 쓴 소설이다. 첫 판은 1818년에 런던에 익명으로 출판되었다가 1823년에 프랑스에 그녀의 이름으로 두 번째 판이 출판되었다.

## 내용
프랑켄슈타인은 편지 형식으로 쓰여진 액자 이야기이다. 로버트 월튼 대위와 그의 여동생 마가렛 월튼 사빌 사이의 허구적인 서신을 기록하고 있다. 이야기는 18세기에 일어난다. 로버트 월튼은 실패한 작가로, 과학 지식을 넓히고자 북극 탐험에 나선다. 항해 중 승무원들은 거대한 인물이 운전하는 개 썰매를 발견한다. 몇 시간 후, 승무원들은 빅터 프랑켄슈타인이라는 거의 얼어붙고 수척한 남자를 구출한다. 프랑켄슈타인은 월튼의 선원들이 관찰한 거대한 남자를 추적해왔다. 프랑켄슈타인은 그의 노력에서 회복되기 시작한다; 그는 월튼에서 자신을 파괴한 것과 같은 강박관념을 보고 경고로 월튼에게 자신의 삶의 비참한 이야기를 되뇌어 본다. 재조명된 이야기는 프랑켄슈타인의 이야기의 틀 역할을 한다.
빅터는 그의 어린 시절을 이야기하는 것으로 시작한다. 이탈리아 나폴리에서 부유한 제네반 집안에서 태어난 빅토르와 그의 동생 어니스트와 윌리엄은 알퐁스 프랑켄슈타인과 전 캐롤라인 보퍼트의 아들이다. 어려서부터 빅터는 세상을 이해하고자 하는 욕구가 강했다. 그는 연금술사 이론을 연구하는 데 집착하지만 나이가 들면 그러한 이론이 상당히 시대에 뒤떨어진다는 것을 깨닫는다. 빅토르가 5살이 되었을 때, 그의 부모는 수용된 이탈리아 귀족의 고아가 된 딸 엘리자베스 라벤자를 입양하고, 이후 빅토르는 결혼한다. 빅터의 부모는 나중에 윌리엄의 유모가 되는 또 다른 아이 저스틴 모리츠를 데려간다.
그가 독일 잉골슈타트 대학교로 떠나기 몇 주 전, 그의 어머니는 성홍열로 죽는다; 빅토르는 슬픔을 다루기 위한 실험에 몰두한다. 대학에서, 그는 화학과 다른 과학에 뛰어났고, 곧 무생물에 생명을 전할 수 있는 비밀 기술을 개발했다. 그는 휴머노이드 제작을 맡지만, 인간의 미세한 부분을 복제하는 것이 어렵기 때문에 빅터는 이 생명체를 약 2.4m의 높이에 비례하여 크게 만든다. 빅터가 아름다운 모습을 선택했음에도 불구하고, 애니메이션과 동시에 크리쳐는 물기가 많은 하얀 눈과 그 밑의 근육과 혈관을 거의 가릴 수 없는 노란 피부를 가진 흉측한 모습을 하고 있다. 그의 일에 거부감을 느낀 빅터는 달아난다. 다음날 거리를 배회하던 그는 소꿉친구 헨리 클레르발을 만나 괴물을 보게 될 헨리의 반응을 두려워하며 헨리를 아파트로 데려간다. 하지만, 빅터가 실험실로 돌아왔을 때, 그 생명체는 사라졌다.
빅터는 그 경험으로 병이 들지만 헨리의 간호로 건강을 되찾는다. 4개월 만에 회복된 그는 아버지로부터 형 윌리엄의 살해를 알리는 편지를 받는다. 제네바에 도착한 빅터는 범죄 현장 근처에 있는 생명체를 보고 자신의 창조물이 자신의 소행이라고 확신하게 된다. 윌리엄의 유모인 유스틴 모리츠는 윌리엄의 주머니에서 캐롤라인의 미니어처 초상화가 담긴 로켓이 발견돼 유죄 판결을 받는다. 빅터는 그가 저스틴의 이름을 밝히려고 하면 아무도 그를 믿지 않을 것이라는 것을 알고 있었고, 결국 그녀는 교수형에 처해졌다. 비탄과 죄책감에 사로잡힌 빅터는 산으로 물러난다. 몽블랑산의 메르 드 글라스를 타고 올라가던 중 갑자기 빅터에게 그의 이야기를 들려달라고 간청하는 프랑켄슈타인이 그에게 다가온다...

## 이름의 기원
프랑켄슈타인은 원래 과학자의 이름이었고, 작품에서 괴물은 프랑켄슈타인이 아닌 그저 '괴물'로 불렸다. 그러나 시간이 지날수록 사람들은 프랑켄슈타인을 괴물이름으로 받아들였고, 지금은 프랑켄슈타인하면 괴물이 먼저 떠오르게 된다.

## 영화
책이 유명한만큼 영화로도 제작되었다.
•프랑켄슈타인(1910년 영화)
•프랑켄슈타인(1931년 영화)
•프랑켄슈타인(1994년 영화)

## 뮤지컬
영화 말고도 뮤지컬로도 제작이 되었다.
•프랑켄슈타인(뮤지컬)

## 같이 보기
- 뇌 난쟁이 (호모큘러스)
- 골렘